# Stanisław Majcher
Stanisław Majcher (27. října 1936 Trzebownisko – 17. listopadu 2014 Řešov) byl polský fotbalový brankář. 

## Fotbalová kariéra
Chytal v polské nejvyšší soutěži za Stal Rzeszów a Stal Mielec, nastoupil ve 172 ligových utkáních. Se Stalem Mielec získal v roce 1973 mistrovský titul. Za polskou reprezentaci nastoupil v roce 1966 ve 3 utkáních.

## Ligová bilance
| Ročník                   | Zápasy | Góly | Klub         |
| ------------------------ | ------ | ---- | ------------ |
| 2. polská liga 1958      | 1      | 0    | Stal Rzeszów |
| 2. polská liga 1959      | 16     | 0    | Stal Rzeszów |
| 2. polská liga 1960      | 21     | 0    | Stal Rzeszów |
| 2. polská liga 1961      | 19     | 0    | Stal Rzeszów |
| 2. polská liga 1962      | 14     | 0    | Stal Rzeszów |
| 1. polská liga 1962/1963 | 20     | 0    | Stal Rzeszów |
| 1. polská liga 1963/1964 | 26     | 0    | Stal Rzeszów |
| 1. polská liga 1964/1965 | 26     | 0    | Stal Rzeszów |
| 1. polská liga 1965/1966 | 26     | 0    | Stal Rzeszów |
| 1. polská liga 1966/1967 | 26     | 0    | Stal Rzeszów |
| 1. polská liga 1967/1968 | 23     | 0    | Stal Rzeszów |
| 1. polská liga 1968/1969 | 26     | 0    | Stal Rzeszów |
| I Liga 1970/1971         | 12     | 0    | Stal Mielec  |
| I Liga 1971/1972         | 11     | 0    | Stal Mielec  |
| I Liga 1972/1973         | 1      | 0    | Stal Mielec  |
| I Liga 1973/1974         | 1      | 0    | Stal Mielec  |
| CELKEM Ekstraklasa       | 172    | 0    |              |